# San Francisco Art Institute
Il San Francisco Art Institute (SFAI) è un college privato di San Francisco, in California (Stati Uniti d'America), fra le più longeve istituzioni di arte contemporanea negli USA.

## Storia

### Ottocento
Il San Francisco Art Institute venne fondato nel 1871 dalla San Francisco Art Association (SFAA), un'associazione di artisti, scrittori e leader della comunità comprendente Virgil Macey Williams, Juan B. Wandesforde, BP Avery, Edward Bosqui, Thomas Hill e S.W. Shaw mirata a promuovere l'arte e gli artisti degli Stati Uniti occidentali che soffrivano di un relativo isolamento geografico. Nel 1874 la SFAA fu rinominata California School of Design (CSD).
Nel 1893, Edward Searles donò all'istituto, in segno di fiducia e ammirazione nei confronti dell'Università della California, la Hopkins Mansion ovvero uno dei palazzi vittoriani più sontuosi e barocchi mai costruiti. La scuola fu rinominata Mark Hopkins Institute of Art e divenne il primo centro artistico e culturale di San Francisco. All'epoca, la struttura ospitava sia il campus del CSD che la collezione d'arte dell'SFAA.

### Prima metà del Novecento

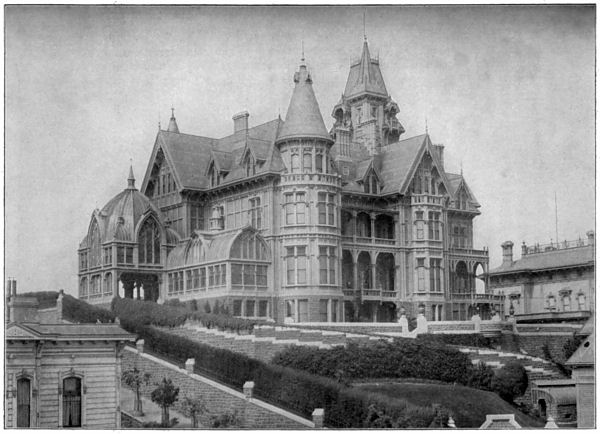
La Hopkins Mansion

Nel 1906, un devastante incendio causato dallo storico terremoto distrusse l'edificio del Mark Hopkins Institute of Art e le strutture, i registri scolastici e la collezione d'arte del CSD dell'SFAA. Venne stimato un totale di danni pari a 2.573 milioni di dollari. Nonostante ciò, l'importo complessivo di numerose polizze assicurative fruttò meno di 100.000 dollari finalizzate alla ricostruzione della struttura. Nell'arco di un anno, la SFAA ricostruì un nuovo campus nello stesso luogo che prese il nome di San Francisco Institute of Art.
Nel 1916, la SFAA si fuse con la San Francisco Society of Artists e assunse la direzione del San Francisco Museum of Art al Palace of Fine Arts, che fu eretto in occasione dell'Esposizione Internazionale del 1915. Inoltre, la scuola venne ribattezzata California School of Fine Arts (CSFA) in quanto si riteneva un nome più adatto a suggerire gli obiettivi di promozione, conservazione e valorizzazione dell'arte locale che la scuola si poneva. Nel 1926, il CSFA si trasferì al numero 800 di Chestnut Street, che rimase il campus principale della scuola fino al 2015. Nel 1930, il muralista messicano Diego Rivera venne incaricato di dipingere un affresco (La creazione di un affresco, mostrando la costruzione di una città) che si trova nella galleria d'arte gestita dagli studenti.

### Seconda metà del Novecento

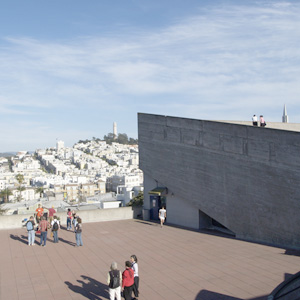
Terrazza del SFAI che si affaccia in direzione di Telegraph Hill

Durante i primi anni 1950, l'istituto divenne il luogo prediletto del movimento Beat della West Coast. Nel 1961, l'edificio venne rinominato San Francisco Art Institute.
Nel 1969, l'architetto Paffard Keatinge-Clay fu incaricato di apportare delle modifiche alla scuola, che venne ampliata di oltre 2000 metri quadrati e nella quale vennero aggiunti spazi dedicati allo studio, un'aula conferenze/teatro, un anfiteatro, spazi espositivi e un bar.

## Direttori
- Virgil Macey Williams[11] (1871-1886)